# Francesco Maggiore
Francesco Maggiore (Nàpols cap a 1715 - 1776) va ser un compositor i mestre de capella italià.
De 1730 a 1735 va estudiar composició amb Francesco Durante en el Conservatori napolità dels Pobres de Jesucrist. Des del 1737 va ser mestre de capella del marquès de Torrecuso, Luigi Francesco Caracciolo, al qual va dedicar la seva primera òpera, que va representar-se a Nàpols Teatre della Pace durant la temporada del Carnaval.
Uns anys més tard va viatjar al centre i nord d'Itàlia on les seves òperes ja es representaven i se'n van estrenar de noves. A més de nombroses òperes, també va compondre obres menors, com ara àries, entre les quals les que va compondre el 1743 i el 1747 per a tenor i baix continu i peces per encàrrec per a celebracions específiques.

## Llista no exhaustiva d'òperes
- Lo Titta, òpera còmica (llibret de G. D'Arno; Nàpols, carnaval de 1737, teatro della Pace);
- Nerone, drama per música en forma de pastiche (A. Piovene; Gorizia, carnaval 1742, Teatro Nuovo);
- Il Temistocle, drama per a música (Metastasio, Ferrara, 30 de gener de 1743, Teatro Bonacossi);
- Siface, drama per a música (Metastasio, Rovigo, 10 d'octubre de 1744, Teatro Venezij);
- Caio Marzio Coriolano, drama per a música (P. Pariati, Liorna tardor de 1744);
- Merope, drama per a música en forma de pastiche (Faenza, Accademia dei Remoti, carnaval 1745)
- I rigiri delle cantarine, òpera bufa (B. Vitturi, Venècia, tardor de 1745, Teatro S. Cassiano; Gènova, 1746, Teatro S. Agostino);
- Artaserse, drama per a música en forma de pastiche (Metastasio, Trento, 24 de juny de 1747, Teatro Nuovo; Graz, carnaval de 1753, Tummelplatz);
- Il non so che, òpera bufa (Bèrgam, 1757).[1]